# 蒙茅斯縣
孟莫斯郡是美国新泽西州東部的一個郡，東臨大西洋，北隔拉瑞腾灣與紐約市布鲁克林區及史泰登島相望，属于紐約都會區的范围，面積1,723平方公里。根據2020年美國人口普查，共有人口643,615人。郡治为菲力荷自治市 。该郡成立於1675年，是東澤西最早的四個郡之一。郡名來自英国的同名。

## 地理
根據美国人口普查局的资料，该郡面积有665平方英哩（1723平方公里），其中472平方英哩（1222平方公里）为陆地，而193平方英哩（500平方公里）为水域。
孟莫斯郡的大部分地区为平坦和低洼的地形，甚至包括较远的内陆地区。然而，境内的霍姆德爾镇及其周围有一些小山区，其中的克勞福德山海拔380英尺（116公尺），是全郡最高点，是为早期的雷达设施所在。该地的最高点部分原属于 阿尔卡特朗讯公司，是著名的研究单位贝尔实验室 所在。
该郡的东北部，包括密豆镇（Middletown Township）范围，高地镇（Highlands）和大西洋高地镇（Atlantic Highlands）也有许多山坡地形。其最低点为海平面。
与海洋郡邻接的地区，包含数条流入纽约港和大西洋的河流和海湾，是航海和钓鱼的圣地。海洋郡内的马纳斯宽渠道（Manasquan Inlet）连接了大西洋和马纳斯宽河（Manasquan River）的河口湾，形成了像海湾一般的咸水中介海岸水域（Intracoastal Waterway）。

### 邻接郡份
- 密德薩克斯郡 - 西北边
- 海洋縣 - 南边
- 伯靈頓郡 - 西南边
- 默瑟郡 - 西边
- 史泰登岛 - 北邊
- 長島 - 東北邊

孟莫斯郡同时也邻接紐約市的史泰登岛區，隔拉瑞腾湾相望。其州界从大西洋海域绕过桑迪·胡克村到下纽约湾的西边。

## 人口
根据公元2000年的美国人口普查统计，孟莫斯郡人口有 615,301 人，224,236 户，和 160,328 个家庭。人口密度为每平方英里1,304人（每平方公里503人）。全郡有240,884户住房，平均为每平方英里510户（每平方公里197户）。人口的种族分布为：84.39%为白人，8.06%黑人或非裔，0.14%美洲原住民，3.97%亚裔，0.02%太平洋岛裔，1.74%其他族裔，1.68% 为多种族裔。其中6.20% 的人口为西语或拉丁语族族裔。根据该次人口普查的族谱报告，有23%的居民为意大利人后裔，18%爱尔兰裔，9%德裔，5%波兰裔。
在 224,236住户中35.50%有18岁以下的小孩共同居住，58.20%是住在一起的已婚夫妇，10%的户主为妇女，而28.50%的住户不是同一家庭组成。有23.80%的住户是个人，另外有9.60%是超过65岁的独居老人。平均的住户人数为2.70人，而平均的家庭人口数为3.24人。
居民年龄层的分布，26.10%为18岁以下，6.90%为18到24岁，30.40%为25到44岁，24.10%为45到64岁，12.50%为65岁以上。年龄的中间值是38岁。男女比例为100名女性对94.4名男性，18岁以上则每100名女性对90.90名男性。
该郡的住户平均收入为$64,271，而家庭平均收入为$76,823。男性的平均收入为$55,030，而女性则为$35,415。年人均收入$31,149。大约有4.50%的家庭和6.30%的居民是在贫穷线下，这包括了7.50%的18岁以下人口，和7.00%的65岁以上老人。
孟莫斯郡是爱尔兰裔美国人的大本营，该次人口普查中有141,515名（23%）居民填报为爱尔兰裔.。在全美有1000以上居民的城镇中，该郡有三个城镇的爱尔兰裔比率名列前十名，包括：春湖鎮（第一名，39.4%）, 濱海埃文鎮（第三名，36.5%）和海格特鎮（第九名，34.1%）。

## 政治
孟莫斯郡的政治傾向向来是偏向于共和黨，直到公元2004年总统选举，George W. Bush在该郡赢得了54.6%的选票，而在公元2006年的州参议员选举中 Tom Kean Jr.参议员也赢得了52.63% 的选票。

## 城镇
- 菲力荷自治市
- 朗布蘭奇
- 阿斯伯里帕克
- 霍姆德爾
- 貝爾馬爾（英语：Belmar, New Jersey）
- 布里爾（英语：Brielle, New Jersey）
- 伊頓敦（英语：Eatontown, New Jersey）
- 費爾黑文（英语：Fair Haven, New Jersey）
- 基波特（英语：Keyport, New Jersey）
- 馬塔萬（英语：Matawan, New Jersey）

## 教育
Brookdale Community College 是孟莫斯郡的一所两年制社区大学，属于新泽西州19所社区大学系列。成立于公元1967年，校区位于Lincroft市。Monmouth University 则是一所四年制私立大学，校区为在West Long Branch市。
除了公立的高中外，该郡也有许多宗教与非宗教的私立中学，例如：Red Bank Catholic High School，Christian Brothers Academy，Ranney School，St. John Vianney High School，and Mater Dei High School 等等。
孟莫斯郡也有许多相当于高中的职业教育训练课程，称为孟莫斯郡职校分区（Monmouth County Vocational School District），包括了五所重点学校：
- Academy of Allied Health & Science (Allied) in Neptune Township
- Biotechnology High School (生物科技，BioTech) in Freehold
- Communications High School (通讯技术，Communications,CHS') in Wall Township
- High Technology High School (高科技，High Tech) in Lincroft
- Marine Academy of Science and Technology (海事，MAST) in Sandy Hook

## 延伸閱讀
- Graham Russell Hodges, Slavery and Freedom in the Rural North: African Americans in Monmouth County, New Jersey, 1665-1865 Madison, WI: Madison House, 1997
- Charles A. Philhower, Indians of Monmouth County, New Jersey. (1924) Morristown, NJ: Digital Antiquaria, 2006.
- Edwin Salter, A History of Monmouth and Ocean Counties Embracing a Genealogical Record of Earliest Settlers of Monmouth and Ocean Counties and Their Descendants; The Indians: Their Language, Manners, and Customs; Important Historical Events: The Revolutionary War, Battle of Monmouth, The War of the Rebellion: Names of Officers and Men of Monmouth and Ocean Counties Engaged in It, etc., etc. Bayonne, NJ: E. Gardner and Son, 1890.
- Charles A. Philhower, Indians of Monmouth County, New Jersey. (1924) Morristown, NJ: Digital Antiquaria, 2006.

## 外部連結
- Monmouth County official website （页面存档备份，存于）
- Monmouth County map, New Jersey （页面存档备份，存于）